# Sphaerotrochalus tristis
Sphaerotrochalus tristis är en skalbaggsart som beskrevs av Moser 1924. Sphaerotrochalus tristis ingår i släktet Sphaerotrochalus och familjen Melolonthidae. Inga underarter finns listade i Catalogue of Life.